# Beonex Communicator
Beonex Communicator was een vrije internet suite gebaseerd op Mozilla Suite. Het werd ontwikkeld door Ben Bucksch, een voormalige Duitse Mozilla-medewerker. De suite bevatte een webbrowser, een e-mail- en nieuwsclient, een HTML-editor (gebaseerd op Mozilla Composer) en een IRC-client (gebaseerd op ChatZilla). De suite was beschikbaar in het Duits en het Engels. Het project is stopgezet. De laatste versie is 0.8.2 en kwam uit op 21 maart 2003.